# Trnovci
Trnovci este o localitate din comuna Sveti Tomaž, Slovenia, cu o populație de 156 de locuitori.